# 蒙特利尔老城
蒙特利尔老城（法語：Vieux-Montréal）是加拿大魁北克省蒙特利尔市的一个历史城区。蒙特利尔老城由法国定居者创建于1642年，即玛丽城堡垒（Fort Ville-Marie）。这里许多建筑的历史可追溯到新法兰西时期。玛丽城（Ville-Marie）区就得名于这个17世纪定居点。该区是蒙特利尔旧港的所在地，西到麦基尔街（McGill Street），北到Ruelle des Fortifications，东到圣安德烈街，南到圣劳伦斯河。该区最近修改边界后，已扩大到西到苏斯·格尼斯街（Rue des Soeurs Grises）、北到圣安托万街，东到圣休伯特街。1964年，魁北克省文化部宣布蒙特利尔老城大部分地区为历史区。

## 历史

### 早期法国定居点

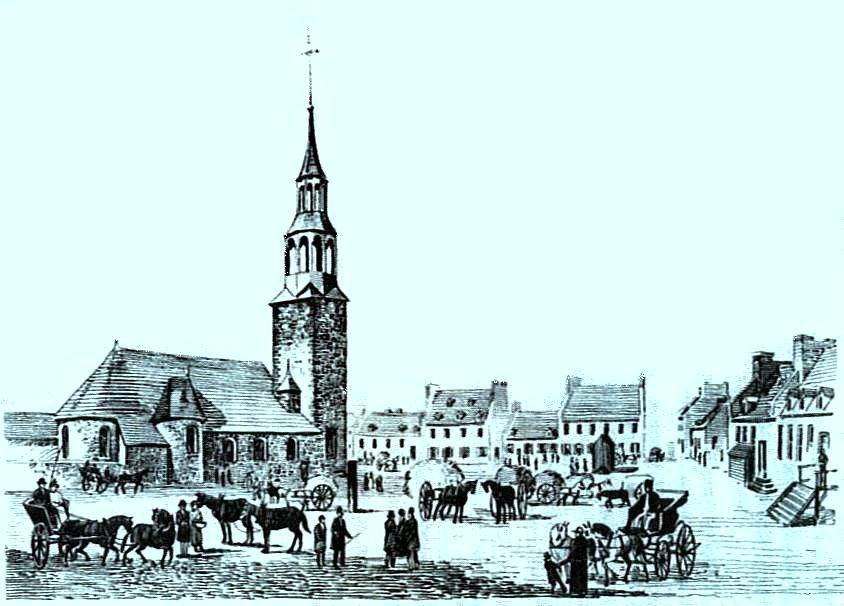

1605年，萨缪尔·德·尚普兰在圣劳伦斯河与小圣皮埃尔河（Petite Rivière St-Pierre）汇合处的皇家广场建立了一个毛皮贸易站。它毗邻今天的德尤维尔广场和卡利耶尔角博物馆。后来，由于易洛魁聯盟入侵，定居者被迫放弃贸易站。
最初的蒙特利尔定居点成立于1642年。它被称为玛丽城，大致与尚普兰设立的交易站位于同一个位置。创始人保罗·乔梅迪·德迈森纽夫于1643年建造了一座要塞，作为圣母会（Société Notre-Dame）的总部，该组织的使命是使第一民族改信基督教，在新法兰西建立并负责管理一个基督教居民点。居民点由圣叙尔皮斯会的让-雅克·奥利尔和耶雷梅·勒·罗伊尔·德拉·达弗西埃创立。

### 法国殖民地

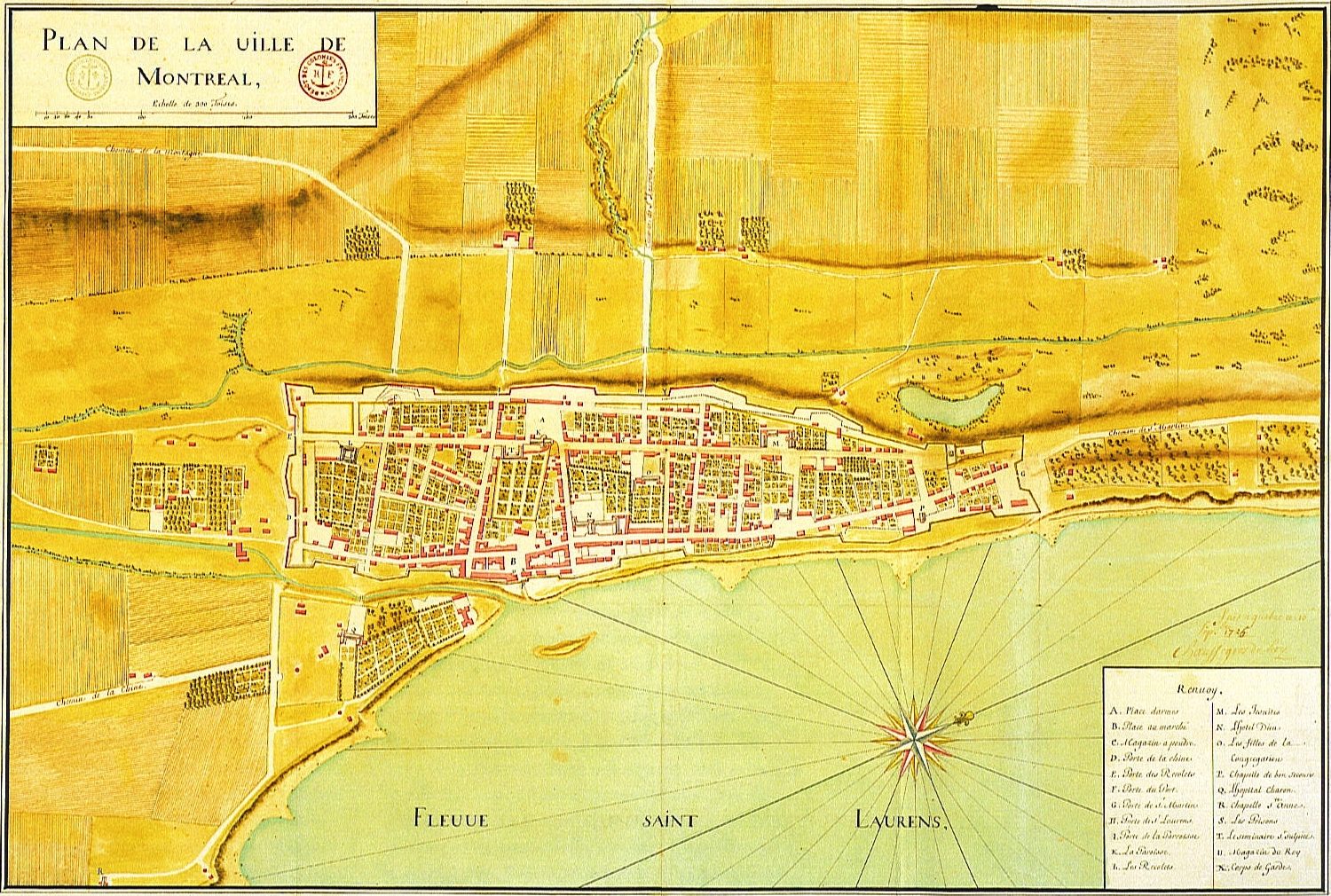
1725.

1663年3月9日，圣母会解散后，圣叙尔皮斯会（1657年到达）成为蒙特利尔的庄园贵族，因为殖民地由国王路易十四个人控制。新制度将蒙特利尔岛分封给他们，他们有义务住在这里，通过耕种土地，确保其得到发展。1665年，路易十四派来了1,200人。圣叙尔皮斯会在岛屿中心建立了庄园。弗朗索瓦·多利尔·卡松神父开辟了殖民地最早的街道网格。这些早期街道包括圣母街、圣保罗街和圣雅各街。那个时代的建筑包括主宫医院（Hôtel-Dieu）、圣叙尔皮斯神学院和圣母堂（后来由蒙特利尔圣母圣殿取代）。
18世纪初，“蒙特利尔”这个名字（最初指的是皇家山）逐渐取代了玛丽城。玛格丽特·布尔吉耶斯修女（她创立了圣母会）在1657年的到来，以及耶稣会和方济各会于1692年的到来，有助于确保居民点的天主教性质。蒙特利尔最初的防御工事，由加斯帕德·乔塞格罗斯·德·莱利建于1717年，形成了当时蒙特利尔的边界。德·莱利建造了防御工事，以确保定居点免受英国入侵。虽然城墙可以提供安全保障，防止入侵，但是又面临另一个问题：城市发展局限在城墙内，大量带壁炉的木屋集中在一起，导致许多毁灭性的火灾。1721年，蒙特利尔收到来自法国的皇家命令，禁止建造木建筑，必须使用石头建造建筑物，但禁令并未得到充分尊重。

### 英国控制

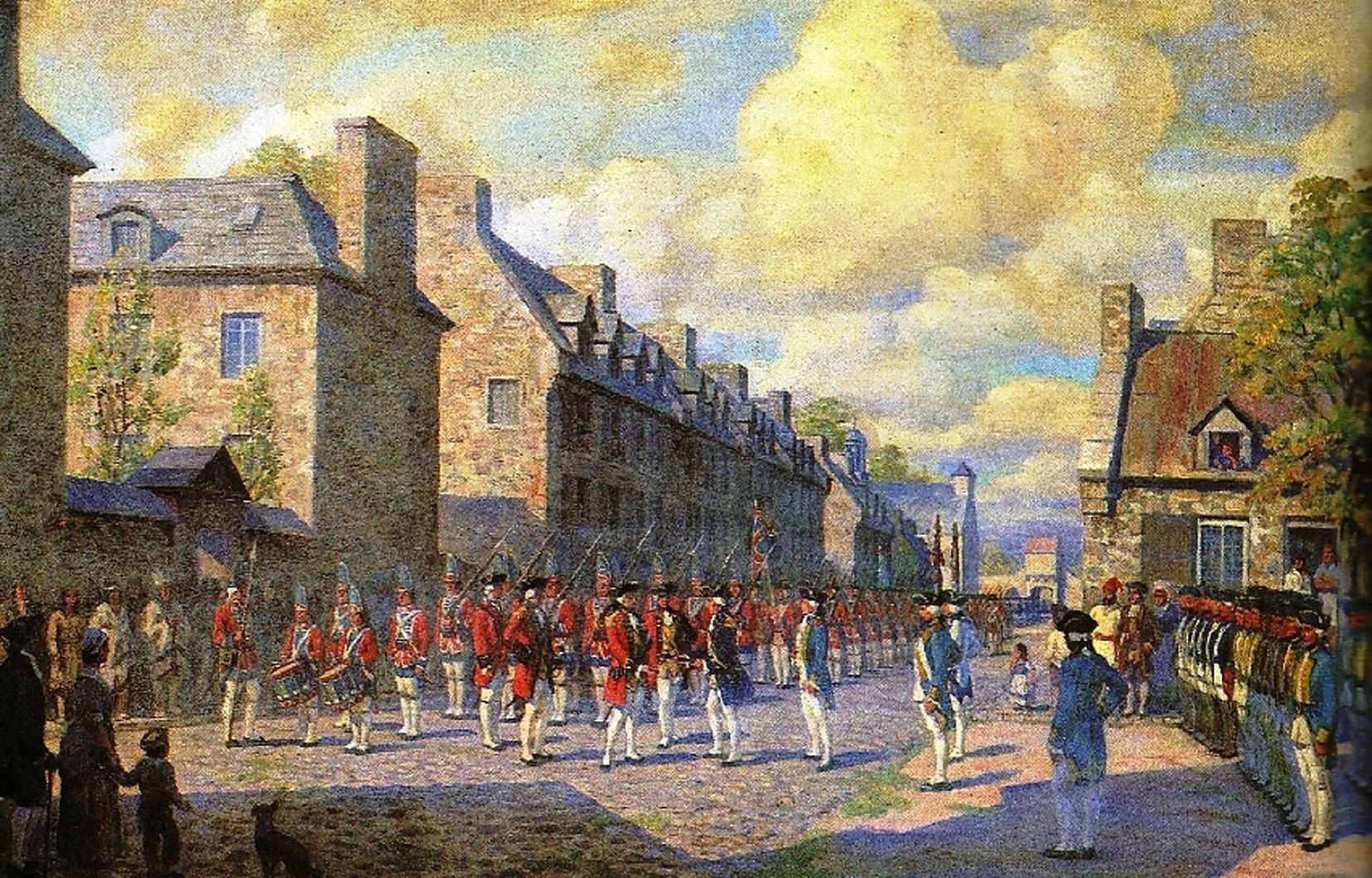

1763年七年战争之后，加拿大成为英国殖民地。英国的统治从根本上改变了蒙特利尔老城的面貌，部分原因在于大火烧毁了城市的大部分，由英国人负起重建城市的任务。1765年5月，大火烧毁了大约110所房屋，然后摧毁了古老的卡利埃府和原总医院。1768年4月，圣若翰洗者街和沃德雷伊尔府之间的88所房屋被烧毁，包括圣母会修道院。在两起火灾之间，该市近一半的建筑物被毁。在接下来的年份里，这个城市密集地进行重建。1803 年 6 月 6 日，一场大火烧毁了监狱、教堂和耶稣会的产业、十几所房屋和沃德雷伊尔城堡（Château Vaudreuil）。两名投机者买下了城堡的花园，三分之一卖给市政厅，其余的分成七块，留给自己。该市最古老的公共纪念碑纳尔逊纪念柱（Nelson's Column） 建于1809年，位于卖给市政厅的原花园地块。地块的一部分辟为新的市场广场，称为新市场（Marché Neuf），1845年改为现名雅克·卡蒂亚广场。耶稣会教堂占用的空间变成了沃克林广场（Place Vauquelin），蒙特利尔市政厅于1873年在原耶稣会花园兴建。
1812年，一场大火烧毁了豪华的Mansion House hotel酒店，它深受河狸俱乐部（Beaver Club）的欢迎，并设有蒙特利尔的第一座公共图书馆。取代它的是英美酒店，拥有约翰·莫尔森建造的皇家剧院，这是该市第一个永久剧院。该酒店于1833年烧毁，1845年在孟斯库尔市场重建。1849年，一场骚乱引发了一场大火，并引发了政治后果，当时，当时，托利党群众抗议一项法律，焚烧德尤维尔广场的蒙特利尔议会大厦。1903年，议会火灾现场成立蒙特利尔第一个消防站。该建筑仍然存在，现在是蒙特利尔历史中心。
殖民当局于1804年决定对该区进行第一次彻底改造，拆除了蒙特利尔市中心周围的防御工事。1815年完工后，扩大了蒙特利尔老城的范围，改善了进城的交通。19世纪见证了资产阶级的出现，其中大多数是苏格兰商人。港口的日益活跃改变了城市景观。住宅区离开了蒙特利尔老城，因为富有的苏格兰和英国商人在皇家山下建造了豪华住宅区，称为黄金平方英里（Golden Square Mile）。英语影响力成为银行、制造业、商业和金融领域的主导力量。圣雅各街成为蒙特利尔的金融中心，拥有蒙特利尔银行、加拿大皇家银行等大型银行、保险公司和证券交易所。

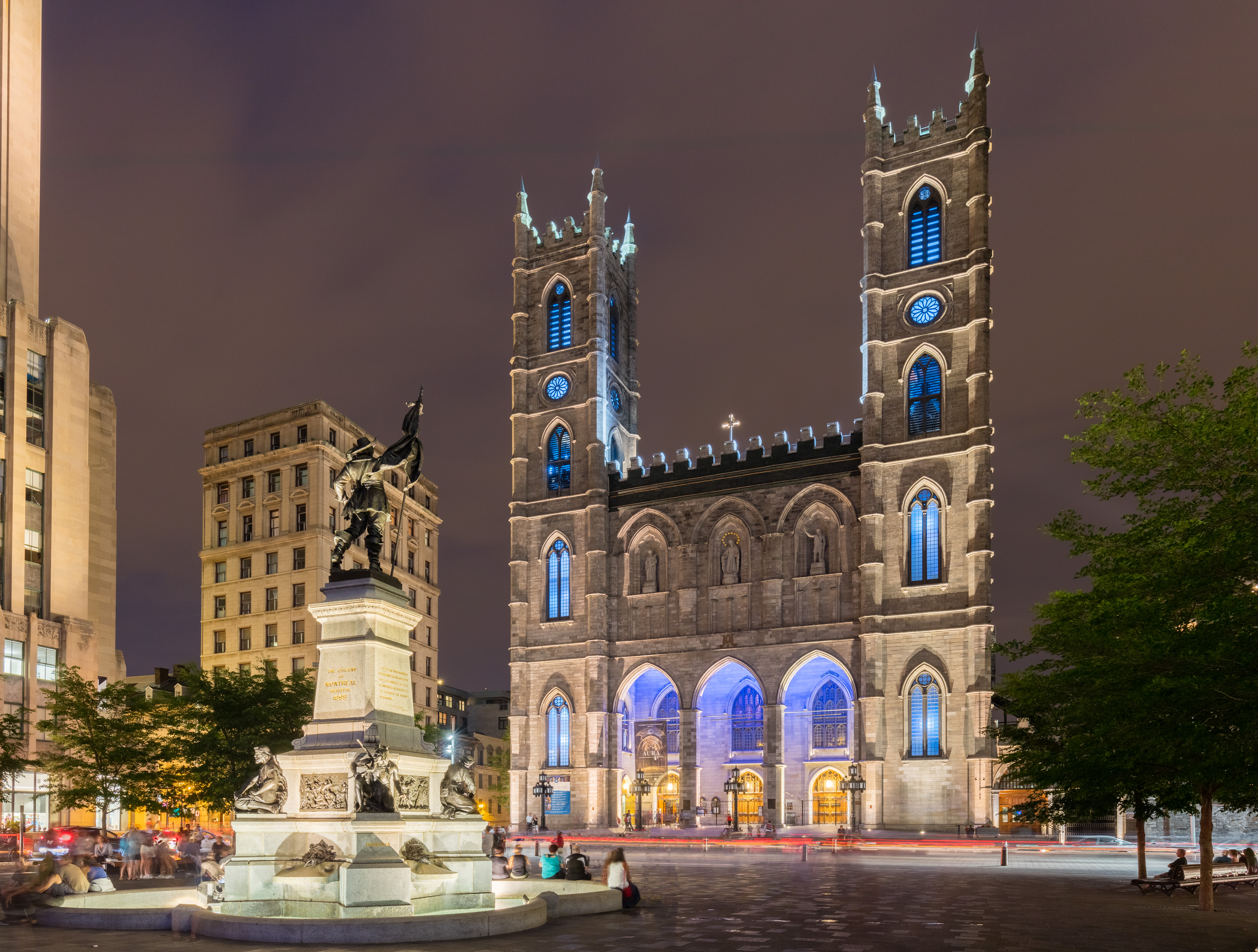

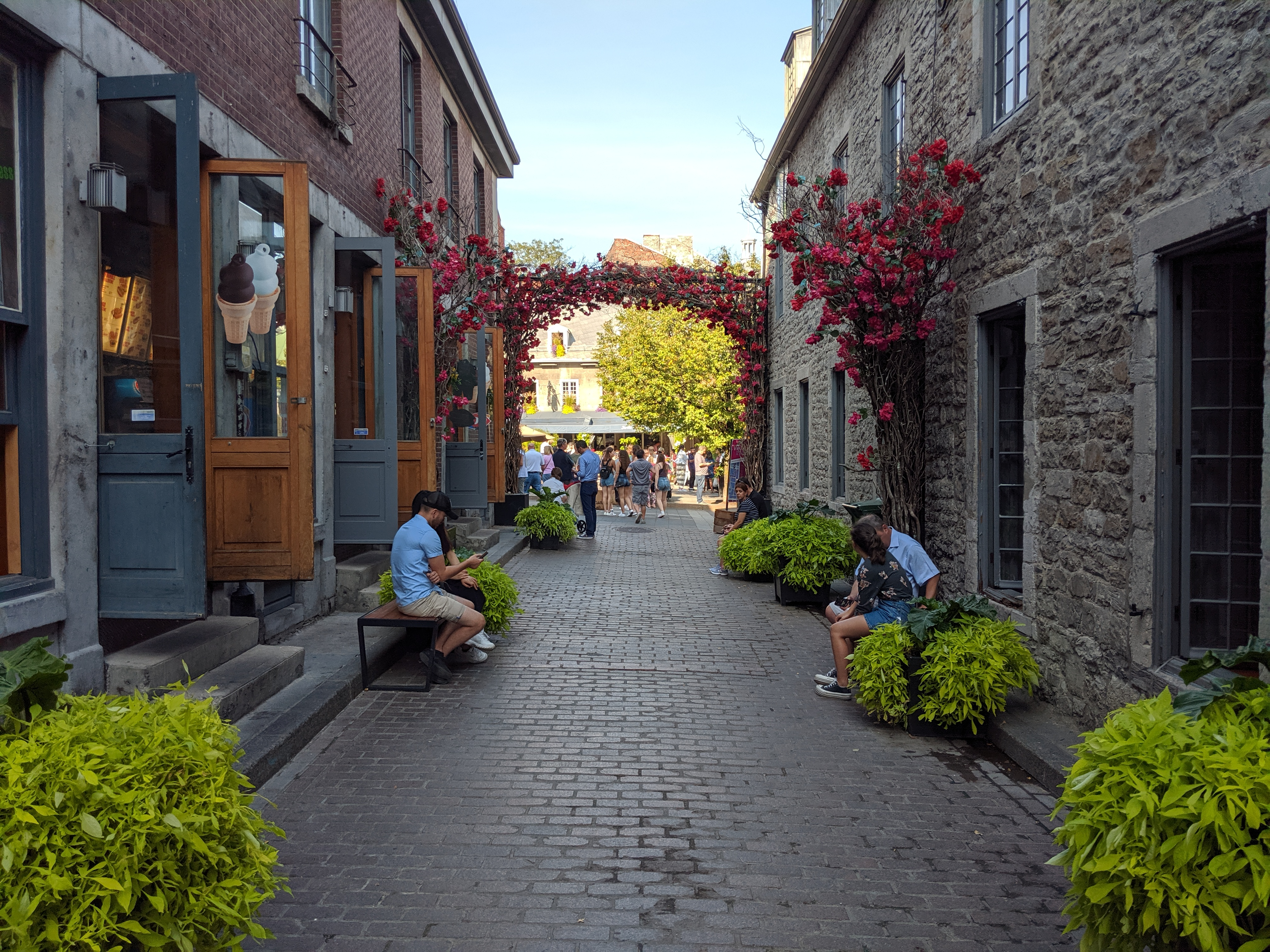

圣雅各街的大部分金融建筑是由英语建筑师设计的。如约翰·奥斯特勒]设计的旧法院大楼和海关大楼、孟斯库尔市场，甚至蒙特利尔圣母圣殿也是如此（其立面是来自纽约的爱尔兰新教徒詹姆斯·奥唐纳的作品）。唯一值得注意的例外是蒙特利尔市政厅，它受到雷恩市政厅的启发。19世纪晚期建筑的维多利亚风格，与 法属时期使用的石砌建筑，发生了重大改变，影响了蒙特利尔老城的面貌。

### 衰落、保护和复兴
该区在 20 世纪初继续发展，奥尔德雷德大厦（1929-1931 年）、拉索韦加德大厦（1913 年）和第一证券交易所（1903-1904 年）等著名建筑的建造证明了这一点。港口活动、金融部门和市政府帮助维持活动，直到1929年大萧条爆发。在大萧条时期，港口设施的进一步搬迁东移，使蒙特利尔老城失去许多与海运贸易有关的公司，留下许多废弃的仓库和商业建筑。市中心区向北移动了几个街区，而且几乎完全没有居民（1950年只有几百人），当企业在一天结束时关闭时，该区出现空无一人的效果。当时，缺乏夜生活使该区因夜间危险而声名狼藉。
蒙特利尔老城越来越发现自己正在改变，以适应汽车的崛起。在20世纪中叶，一些著名的地点，如兵器广场、德尤维尔广场和雅克·卡蒂亚广场，交通拥挤不堪。市政当局并不了解其潜在的遗产价值，城市规划者想要拓宽街道，这意味着要夷平许多老建筑。修建一条沿河高架公路的提议，促使人们采取保护该区的行动。出生于荷兰的建筑师和城市规划师丹尼尔·范·金克尔在1960年代早期在拯救该地区免遭破坏方面发挥了重要作用。作为蒙特利尔市新成立的规划部门的助理局长，他说服当局放弃修建一条穿过旧城的高速公路的计划。1964年，蒙特利尔老城大部分地区被列为历史街区。尽管如此，魁北克政府还是夷平了几座19世纪的建筑，以建造一座新的法院。

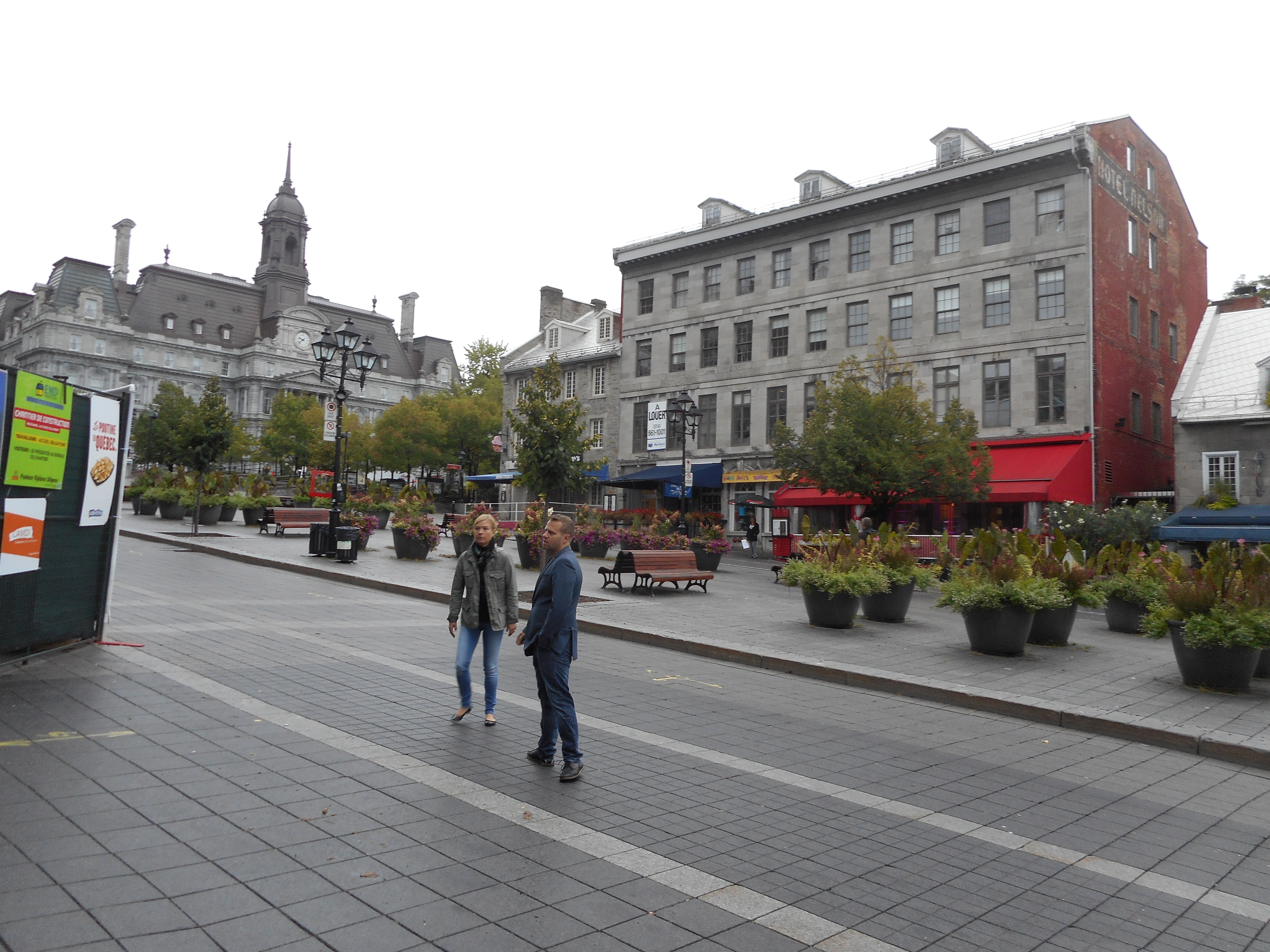

该地区除了住宅回归外，对酒店业也极具吸引力。在19世纪，所有主要酒店都在蒙特利尔老城，但到1980年已经没有了。2009年，大约有20家酒店，大部分是修复的旧建筑。源源不断的游客，以及新居民的存在，促进了夜生活和娱乐。此外，市政当局还投入大量资金，更新该区的基础设施。雅克·卡蒂亚广场和德尤维尔广场的一部分地点已经重新设计，兵器广场的修复正在进行中。还制定了照明计划，以突出不同的立面风格。现在人们一致认为，蒙特利尔老城的历史遗产是其主要资产。在重建的帮助下，它现在是蒙特利尔的主要旅游目的地。

## 建筑和城市规划
蒙特利尔老城是一个主要的旅游景点。 有些建筑的历史可追溯至17世纪，它是北美最古老的城区之一。在老城区东部的雅克·卡蒂亚广场附近可以发现以下著名建筑：蒙特利尔市政厅、孟斯库尔市场、進教之佑聖母小堂，以及保存完好的殖民大厦，如哈默介城堡和乔治·艾蒂安·卡地亚爵士国家历史遗址。再往西，兵器广场（Place d'Armes）由南侧的蒙特利尔圣母圣殿主宰，它旁边是圣叙尔皮斯神学院（蒙特利尔现存最古老的建筑）。广场的其他几侧是商业建筑，北面是原蒙特利尔银行总行大楼，西侧是奥尔德雷德大厦和1888年的纽约人寿保险大厦，这是加拿大最古老的摩天大楼。圣雅各街的其他地方，从鼎盛时期（作为加拿大的金融中心）开始，都排列着老旧的银行大楼，如旧皇家银行大楼（Old Royal Bank Building）。

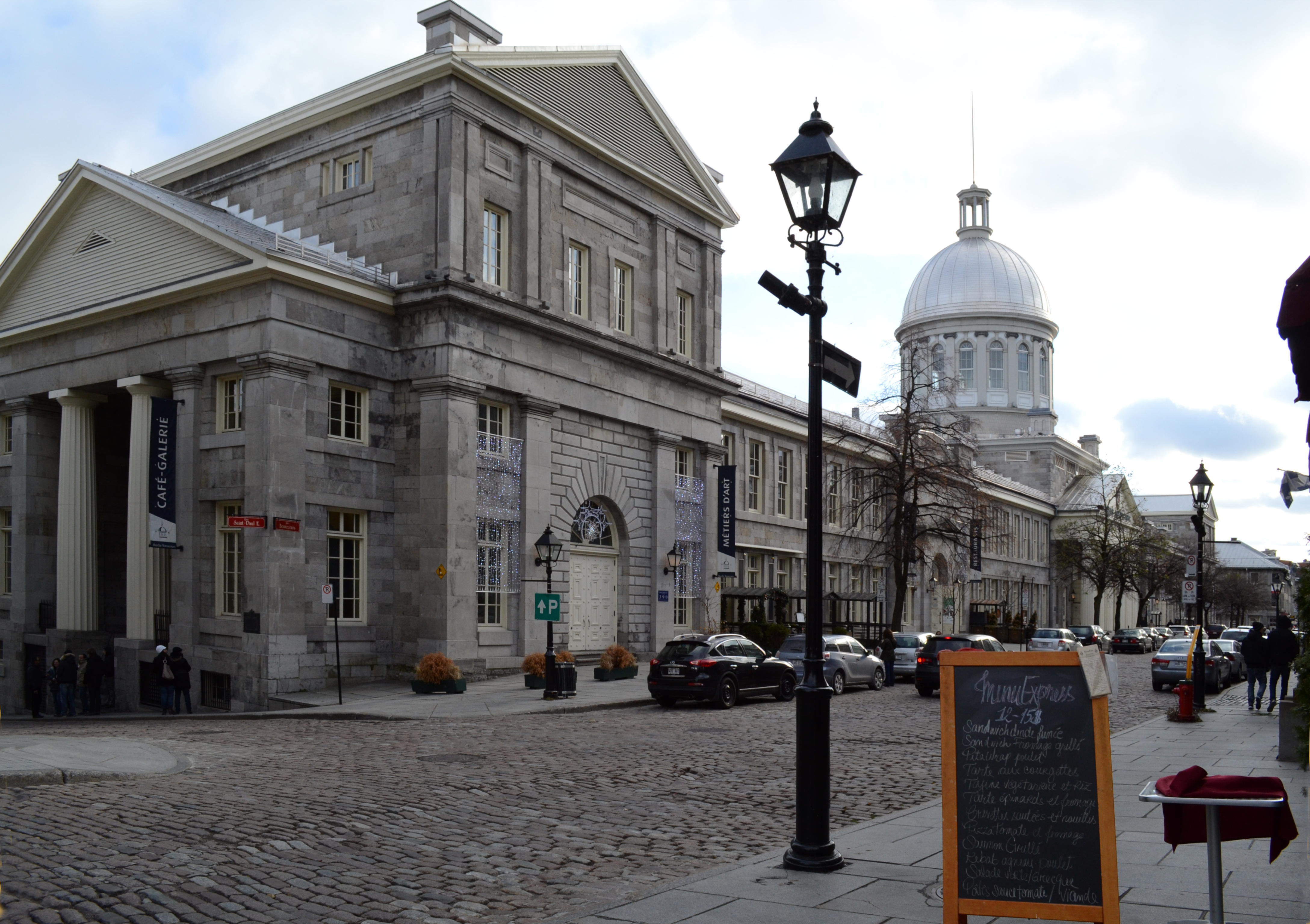
孟斯库尔市场

老城区的西南部，包含蒙特利尔第一个定居点的重要考古遗迹（大约在德尤维尔广场和皇家广场），卡利耶尔角博物馆。蒙特利尔老城的建筑和鹅卵石街道得到维护或修复，以保持早期定居点的城市外观，而马车帮助维持这种形象。
老城区的河岸被蒙特利尔旧港（Vieux-Port）占用，其海事设施被娱乐空间以及各种博物馆和景点所包围。亚历山德拉码头的伊伯维尔码头是邮轮码头。每年约有50，000名乘客乘坐大型游轮在圣劳伦斯航道上航行。

### 战神广场
战神广场（Champ de Mars）是位于蒙特利尔市政厅和玛丽城高速公路之间的大型公共空间。这里享有蒙特利尔市中心和蒙特利尔唐人街的景致。它由于位置和考古遗迹而引人注目。那里两行平行的石头，是当今蒙特利尔仍然可以看到殖民时代武装定居点的物证的为数不多的地点之一。

## 交通
蒙特利尔老城可以从市中心通过蒙特利尔地下城市到达，有几条巴士路线，以及几个地铁站战神广场站、兵器广场站和维多利亚广场-国际民航组织站。在夏季，开通前往南岸城市隆格伊的渡轮。